# Tridactylus paradoxus
Tridactylus paradoxus is een rechtvleugelig insect uit de familie Tridactylidae. De wetenschappelijke naam van deze soort is voor het eerst geldig gepubliceerd in 1802 door Latreille.